# Ormes (Eure)
Ormes è un comune francese di 462 abitanti situato nel dipartimento dell'Eure nella regione della Normandia.

## Società

### Evoluzione demografica
Abitanti censiti